# Puurs-Sint-Amands
Puurs-Sint-Amands és un és un municipi belga de la província de província d'Anvers a la regió de Flandes. És el resultat de la fusió de Puurs amb Sint-Amands l'1 de gener de 2019.
Conté els antics municipis de Breendonk, Liezele, Lippelo, Puurs, Oppuurs, Ruisbroek i Sint-Amands.